# Röhrig
Pour les articles homonymes, voir Röhrig (homonymie).
Röhrig est une commune allemande située dans l'arrondissement d'Eichsfeld en Thuringe.

## Géographie

Situation de la commune (en rouge) dans l'arrondissement

Röhrig est située dans le sud-ouest de l'arrondissement entre l'Erpelsberg au sud (432 m d'altitude) et le Röhrigsberg au nord (485 m d'altitude). La commune fait partie de la Communauté d'administration d'Uder, elle se trouve à 9 km au sud-ouest de Heilbad Heiligenstadt, le chef-lieu de l'arrondissement.

## Histoire
La première mention écrite du village date de 1536 sous le nom de Roorich.
Röhrig a  appartenu à l'Électorat de Mayence jusqu'en 1802, puis au royaume de Westphalie de 1802 à 1807 et à son incorporation à la province de Saxe dans le royaume de Prusse (gouvernement d'Erfurt, cercle de Heiligenstadt). 
Le village fut inclus dans la zone d'occupation soviétique après la Seconde Guerre mondiale avant de rejoindre le district d'Erfurt en RDA jusqu'en 1990.
De 1974 à 1990, Röhrig a fait partie de la commune de Lenterode.

## Démographie
| 1910 | 1933 | 1939 | 1995 | 2000 | 2005 | 2010 |
| ---- | ---- | ---- | ---- | ---- | ---- | ---- |
| 249  | 279  | 297  | 221  | 248  | 267  | 254  |